# Orpiment
Cet article concerne le minéral. Pour le pigment, voir orpiment (couleur).
L’orpiment est une espèce minérale composée de trisulfure d'arsenic de formule As2S3 avec des traces de mercure, germanium et antimoine. Il a longtemps été employé comme pigment (jaune orpiment). Les cristaux peuvent atteindre 10 cm en taille.

## Historique de la description et appellations

### Inventeur et étymologie
En Europe, l'orpiment est cité pour la première fois par Pline l'Ancien en 77. Son nom vient du latin auri pigmentum, pour indiquer la couleur du minéral proche de celle de l'or.
Malgré sa toxicité, l'orpiment a été utilisé depuis l'Antiquité par les Grecs, les Romains et les Égyptiens comme pigment (peinture, cosmétique tels les fards funéraires, écriture). Les Sumériens aussi bien que les Romains l'utilisaient dans des pâtes dépilatoires, usage qui a perduré jusqu'à l'ère moderne en Occident et est actuel encore en Inde.
Les alchimistes grillaient les sulfures pour préparer l'arsenic blanc ou anhydride arsénieux, et il semble que l'arsenic élémentaire ait été isolé dès le XIIIe siècle (on attribue à Albertus Magnus d'être le premier à avoir isolé l'élément arsenic en 1250), mais cela reste incertain jusqu'au XVIIIe siècle.
Au Moyen Âge, on le fabriqua en fondant du réalgar et du soufre.

### Synonymie
- Arsenic Jaune[8]

## Caractéristiques physico-chimiques

### Cristallochimie
L'orpiment sert de chef de file à un groupe de minéraux isostructuraux qui porte son nom.
Le groupe de l'orpiment
- Orpiment As2S3 P 21/n 2/m
- Getchellite AsSbS3 P 21/a 2/m

### Cristallographie
- Paramètres de la maille conventionnelle : a = 11,49 Å, b = 9,59 Å, c = 4,25 Å ; Z = 4.

## Gîtes et gisements

### Gîtologie et minéraux associés
Gîtologie
On peut le trouver dans les veines hydrothermales à basse température, dans les sources chaudes, les fumerolles...
On le trouve communément comme un produit d'altération des minéraux d'arsenic, en particulier le réalgar, ou encore le cinabre ou la stibine.
Minéraux associés
Stibine, réalgar, arsenic, calcite, barytine, gypse.

### Gisements producteurs de spécimens remarquables
Chine
- Mine de Jiepaiyu (Shimen Mine), région de Shimen, Préfecture de Changde,  Hunan[9]

 France
- Crassier Saint-Pierre, La Ricamarie, Saint-Étienne, Loire, Rhône-Alpes[10]

 Italie
- Complexe volcanique Somma-Vésuve, Naples, Campanie[11]

 Pérou
- Mine de Quiruvilca (La Libertad Mine), District de Quiruvilca, Province de Santiago de Chuco, Département de La Libertad[12]

On a également trouvé des cristaux remarquables en Russie (parfois jusqu'à 60 cm et 30 kg), en Allemagne ou aux États-Unis.

## Galerie

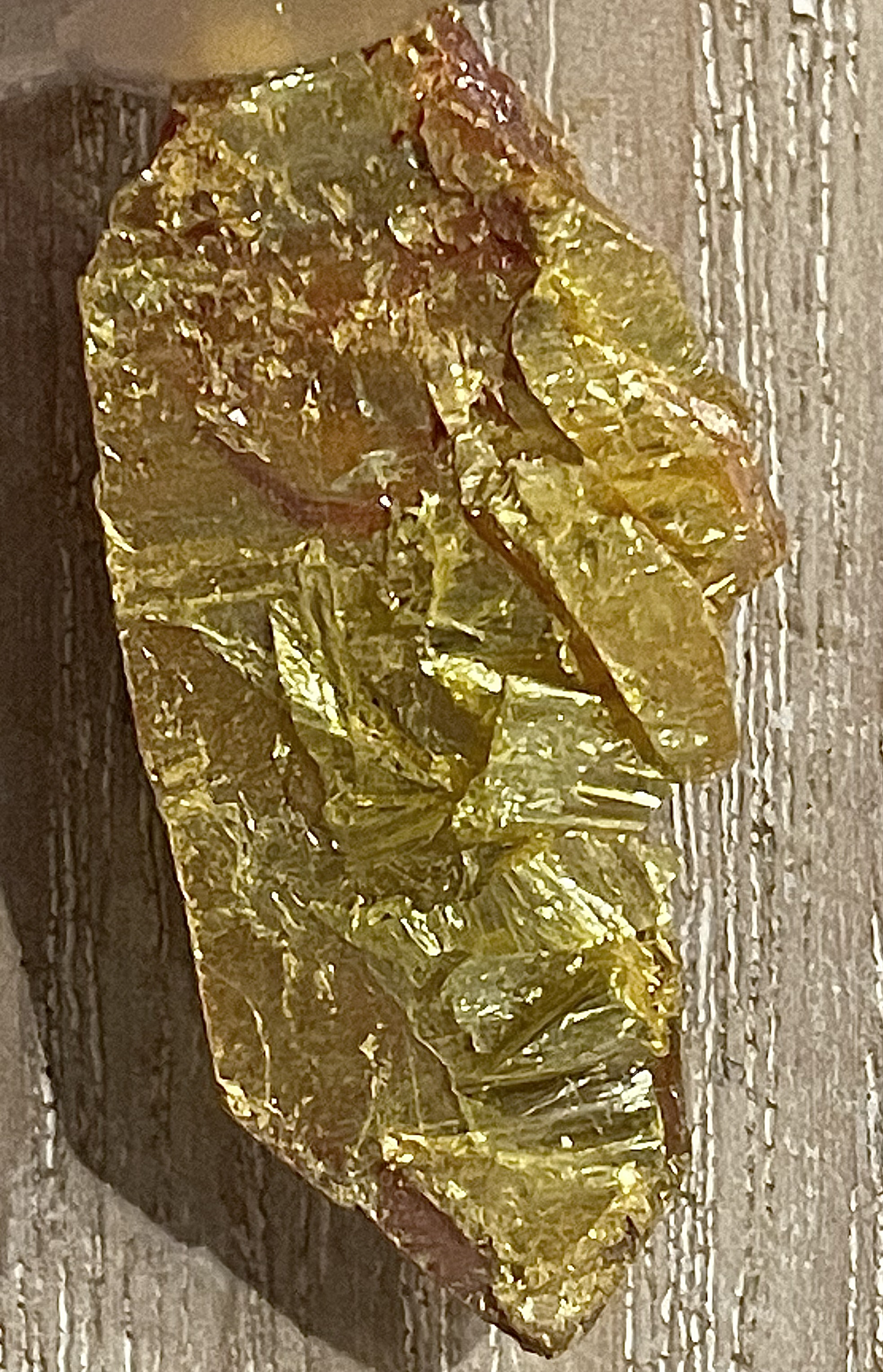

## Utilisations
Il est aujourd'hui utilisé industriellement pour la production de semi-conducteurs et de photoconducteurs, ainsi que dans les feux d'artifice. 
Il n'est plus utilisé comme pigment pour les peintures en raison de sa toxicité et de sa faible permanence. 
Il était utilisé en URSS comme pierre d'ornement.